# 2023年世界柔道锦标赛
2023年世界柔道锦标赛是第23届男女合并举办的世界柔道锦标赛，于2023年5月7日至14日在卡塔尔多哈的Ali Bin Hamad al-Attiyah Arena进行。多哈于2018年确认获得该届比赛主办权。
国际柔道联合会于2023年4月29日宣布将允许通过背景调查的俄罗斯和白俄罗斯籍运动员以中立身份参加该届比赛。由于此时两国针对乌克兰的入侵行动仍在持续，乌克兰方面不满这一决定，宣布抵制该届比赛。获准参赛的俄罗斯籍运动员中，有至少五人是莫斯科中央陆军体育俱乐部的成员，与俄罗斯军方有联系。

## 赛程
以下是该届比赛的赛程安排，所有时间均为卡塔尔时间（UTC+3）：
| 比赛日 | 日期    | 项目          | 项目         | 预赛  | 决赛  |
| 比赛日 | 日期    | 男子          | 女子         | 预赛  | 决赛  |
| ------ | ------- | ------------- | ------------ | ----- | ----- |
| 1      | 5月7日  | 60公斤级      | 48公斤级     | 11:00 | 18:00 |
| 2      | 5月8日  | 66公斤级      | 52公斤级     | 10:30 | 18:00 |
| 3      | 5月9日  | 73公斤级      | 57公斤级     | 10:30 | 18:00 |
| 4      | 5月10日 | 81公斤级      | 63公斤级     | 10:30 | 18:00 |
| 5      | 5月11日 | 90公斤级      | 70公斤级     | 10:30 | 18:00 |
| 6      | 5月12日 | 100公斤级     | 78公斤级     | 11:30 | 18:00 |
| 7      | 5月13日 | 100公斤以上级 | 78公斤以上级 | 11:30 | 18:00 |
| 8      | 5月14日 | 混合团体      | 混合团体     | 10:30 | 18:00 |

## 奖牌榜
国际柔道联合会未将个人中立运动员获得奖牌计入其官方奖牌榜，以下是具体的奖牌榜：

  *   主办国家/地区
| 排名                      | 国家 / 地区               | 金牌 | 銀牌 | 銅牌 | 总计 |
| ------------------------- | ------------------------- | ---- | ---- | ---- | ---- |
| 1                         | 日本                      | 6    | 2    | 4    | 12   |
| 2                         | 法國                      | 2    | 4    | 2    | 8    |
| 3                         |                           | 2    | 1    | 2    | 5    |
| –                         | 个人中立运动员            | 2    | 0    | 0    | 2    |
| 4                         | 以色列                    | 1    | 0    | 2    | 3    |
| 5                         | 加拿大                    | 1    | 0    | 1    | 2    |
| 6                         | 西班牙                    | 1    | 0    | 0    | 1    |
| 6                         | 瑞士                      | 1    | 0    | 0    | 1    |
| 8                         |                           | 0    | 2    | 2    | 4    |
| 9                         | 義大利                    | 0    | 1    | 3    | 4    |
| 10                        | 比利时                    | 0    | 1    | 0    | 1    |
| 10                        | 捷克                      | 0    | 1    | 0    | 1    |
| 10                        | 德国                      | 0    | 1    | 0    | 1    |
| 10                        | 斯洛維尼亞                | 0    | 1    | 0    | 1    |
| 14                        | 荷蘭                      | 0    | 0    | 3    | 3    |
| 15                        | 巴西                      | 0    | 0    | 2    | 2    |
| 15                        |                           | 0    | 0    | 2    | 2    |
| 15                        | 蒙古国                    | 0    | 0    | 2    | 2    |
| 18                        | 奥地利                    | 0    | 0    | 1    | 1    |
| 18                        |                           | 0    | 0    | 1    | 1    |
| 18                        |                           | 0    | 0    | 1    | 1    |
| 18                        | 匈牙利                    | 0    | 0    | 1    | 1    |
| 18                        | 瑞典                      | 0    | 0    | 1    | 1    |
| 总计（共22个国家 / 地区） | 总计（共22个国家 / 地区） | 16   | 14   | 30   | 60   |

## 奖牌得主

### 男子
| 项目          | 金牌                                  | 银牌                                        | 铜牌                                    |
| 60公斤级      | 弗朗西斯科·加里戈斯 · 西班牙（ESP）   | 迪尔绍德别克·巴拉托夫 · 乌兹别克斯坦（UZB） | 乔治·萨尔达拉什维利 · 格鲁吉亚（GEO）   |
| 60公斤级      | 弗朗西斯科·加里戈斯 · 西班牙（ESP）   | 迪尔绍德别克·巴拉托夫 · 乌兹别克斯坦（UZB） | 李夏林 · 韩国（KOR）                    |
| 66公斤级      | 阿部一二三 · 日本（JPN）              | 丸山城志郎 · 日本（JPN）                    | 云登佩伦莱·巴斯呼 · 蒙古（MGL）         |
| 66公斤级      | 阿部一二三 · 日本（JPN）              | 丸山城志郎 · 日本（JPN）                    | 瓦利德·基亚尔 · 法國（FRA）             |
| 73公斤级      | 尼尔斯·施通普 · 瑞士（SUI）           | 曼努埃尔·隆巴尔多 · 義大利（ITA）           | 橋本壯市 · 日本（JPN）                  |
| 73公斤级      | 尼尔斯·施通普 · 瑞士（SUI）           | 曼努埃尔·隆巴尔多 · 義大利（ITA）           | 穆罗忠·尤尔多舍夫 · 乌兹别克斯坦（UZB） |
| 81公斤级      | 塔托·格里加拉什维利 · 格鲁吉亚（GEO） | 馬蒂亞斯·卡斯 · 比利时（BEL）               | 永瀨貴規 · 日本（JPN）                  |
| 81公斤级      | 塔托·格里加拉什维利 · 格鲁吉亚（GEO） | 馬蒂亞斯·卡斯 · 比利时（BEL）               | 李俊奂 · 韩国（KOR）                    |
| 90公斤级      | Luka Maisuradze · 格鲁吉亚（GEO）     | 拉沙·別卡烏里 · 格鲁吉亚（GEO）             | 马库斯·尼曼 · 瑞典（SWE）               |
| 90公斤级      | Luka Maisuradze · 格鲁吉亚（GEO）     | 拉沙·別卡烏里 · 格鲁吉亚（GEO）             | 村尾三四郎 · 日本（JPN）                |
| 100公斤级     | Arman Adamian 个人中立运动员（AIN）   | 盧卡斯·克帕勒克 · 捷克（CZE）               | 泽利姆·科佐耶夫 · 阿塞拜疆（AZE）       |
| 100公斤级     | Arman Adamian 个人中立运动员（AIN）   | 盧卡斯·克帕勒克 · 捷克（CZE）               | 彼得·帕利奇克 · 以色列（ISR）           |
| 100公斤以上级 | 特迪·里内 · 法國（FRA）               | 未颁发                                      | 阿利舍尔·尤苏波夫 · 乌兹别克斯坦（UZB） |
| 100公斤以上级 | 伊纳尔·塔索耶夫 个人中立运动员（AIN） | 未颁发                                      | 拉斐尔·席尔瓦 · 巴西（BRA）             |

### 女子
| 项目         | 金牌                              | 银牌                                      | 铜牌                                |
| 48公斤级     | 角田夏实 · 日本（JPN）            | 希里娜·布克利 · 法國（FRA）               | 古贺若菜 · 日本（JPN）              |
| 48公斤级     | 角田夏实 · 日本（JPN）            | 希里娜·布克利 · 法國（FRA）               | 阿孙塔·斯库托 · 義大利（ITA）       |
| 52公斤级     | 阿部诗 · 日本（JPN）              | 季约拉·克尔迪约罗娃 · 乌兹别克斯坦（UZB） | 阿芒迪娜·比沙尔 · 法國（FRA）       |
| 52公斤级     | 阿部诗 · 日本（JPN）              | 季约拉·克尔迪约罗娃 · 乌兹别克斯坦（UZB） | 奥黛特·朱弗里达 · 義大利（ITA）     |
| 57公斤级     | 克丽斯塔·出口 · 加拿大（CAN）     | 舟久保遥香 · 日本（JPN）                  | 勒哈格瓦图高·恩赫丽伦 · 蒙古（MGL） |
| 57公斤级     | 克丽斯塔·出口 · 加拿大（CAN）     | 舟久保遥香 · 日本（JPN）                  | 潔西卡·克林姆凱特 · 加拿大（CAN）   |
| 63公斤级     | 克拉丽丝·阿格贝涅努 · 法國（FRA） | 安德烈娅·莱什基 · 斯洛文尼亚（SLO）       | 厄兹鲍什·索菲 · 匈牙利（HUN）       |
| 63公斤级     | 克拉丽丝·阿格贝涅努 · 法國（FRA） | 安德烈娅·莱什基 · 斯洛文尼亚（SLO）       | 乔安妮·范利斯豪特 · 荷兰（NED）     |
| 70公斤级     | 新添左季 · 日本（JPN）            | 焦万娜·斯科奇马罗 · 德国（GER）           | 米夏埃拉·波萊雷斯 · 奥地利（AUT）   |
| 70公斤级     | 新添左季 · 日本（JPN）            | 焦万娜·斯科奇马罗 · 德国（GER）           | 芭芭拉·马蒂奇 · 克罗地亚（CRO）     |
| 78公斤级     | 茵巴尔·拉尼尔 · 以色列（ISR）     | 奥德蕾·彻梅奥 · 法國（FRA）               | 许谢·斯滕赫伊斯 · 荷兰（NED）       |
| 78公斤级     | 茵巴尔·拉尼尔 · 以色列（ISR）     | 奥德蕾·彻梅奥 · 法國（FRA）               | 艾丽斯·贝兰迪 · 義大利（ITA）       |
| 78公斤以上级 | 素根辉 · 日本（JPN）              | Julia Tolofua · 法國（FRA）               | 比阿特丽斯·索萨 · 巴西（BRA）       |
| 78公斤以上级 | 素根辉 · 日本（JPN）              | Julia Tolofua · 法國（FRA）               | 拉兹·赫什科 · 以色列（ISR）         |

### 混合
| 项目 | 金牌 | 银牌 | 铜牌 |
| 团体 | 日本 · 舟久保遥香 · 橋本壯市 · 影浦心 · 古賀颯人 · 桑形萌花 · 村尾三四郎 · 新添左季 · 齐藤立 · 濑川麻优 · 素根辉 · 田嶋剛希 · 玉置桃 | 法國 · Orlando Cazorla · 莎拉-萊昂妮·西西克 · 羅曼·迪科 · 若昂-邦雅曼·加巴 · 玛丽-伊芙·加耶 · 普里西娅·尼厄托 · Coralie Hayme · Alexis Mathieu · Amadou Meité · 马克西姆-加埃尔·恩加亚普 · 玛尔戈·皮诺 · Joseph Terhec | · Eter Askilashvili · 拉沙·別卡烏里 · Kote Kapanadze · 埃特丽·利帕尔捷利阿尼 · Luka Maisuradze · 拉沙·沙夫达图阿什维利 · Sophio Somkhishvili · 古拉姆·圖希什維利 · Gela Zaalishvili |
| 团体 | 日本 · 舟久保遥香 · 橋本壯市 · 影浦心 · 古賀颯人 · 桑形萌花 · 村尾三四郎 · 新添左季 · 齐藤立 · 濑川麻优 · 素根辉 · 田嶋剛希 · 玉置桃 | 法國 · Orlando Cazorla · 莎拉-萊昂妮·西西克 · 羅曼·迪科 · 若昂-邦雅曼·加巴 · 玛丽-伊芙·加耶 · 普里西娅·尼厄托 · Coralie Hayme · Alexis Mathieu · Amadou Meité · 马克西姆-加埃尔·恩加亚普 · 玛尔戈·皮诺 · Joseph Terhec | 荷蘭 · Julie Beurskens · 弗兰克·德威特 · Koen Heg · 米哈尔·科雷尔 · 罗伊·梅耶尔 · 金·波林 · 许谢·斯滕赫伊斯 · Karen Stevenson · 诺埃尔·范滕德 · 桑内·范戴克                         |

## 奖金
该届赛事个人项目总奖金为798,000欧元，团体项目总奖金则为200,000欧元，以下是各奖牌具体奖金分配：
| 奖牌 |         | 个人    | 个人   | 个人    |         | 混合团体 | 混合团体 | 混合团体 |
| 奖牌 | 总计    | 运动员  | 教练   | 总计    | 运动员  | 教练     |          |          |
| 金牌 | €26,000 | €20,800 | €5,200 | €90,000 | €72,000 | €18,000  |          |          |
| 銀牌 | €15,000 | €12,000 | €3,000 | €60,000 | €48,000 | €12,000  |          |          |
| 銅牌 | €8,000  | €6,400  | €1,600 | €25,000 | €20,000 | €5,000   |          |          |